# (18498) Cesaro
(18498) Cesaro (1996 MN) – planetoida z grupy pasa głównego asteroid okrążająca Słońce w ciągu 3 lat i 153 dni w średniej odległości 2,27 j.a. Została odkryta 22 czerwca 1996 roku.